# كركي (جنس)
الكُرْكِي أو الأدْبَجْ أو الرَهْو أو الغُرْنوق أو العَانِس (الاسم العلمي:Grus) هو جنس من الطيور يتبع الفصيلة الكركية من رتبة الكركيات.

## أنواع الكركي
- كركي ساروس (الاسم العلمي:Grus antigone)
- كركي متورد (الاسم العلمي:Grus rubicunda)
- كركي أبيض القفا (الاسم العلمي:Grus vipio)
- كركي كندي (الاسم العلمي:Grus canadensis)
- كركي مألوف (الاسم العلمي:Grus grus)
- كركي مقلنس (الاسم العلمي:Grus monacha)
- كركي أمريكي (الاسم العلمي:Grus americana)
- كركي أسود المنقار (الاسم العلمي:Grus nigricollis)
- كركي ياباني (الاسم العلمي:Grus japonensis)